# Беляускас Феліксас Юргович
Феліксас Юргович Беля́ускас (лит. Feliksas Bieliauskas) (13 лютого 1914, село Мажишкі гміни Гришкабуда Владиславовського повіту Сувальської губернії, тепер Шакяйського району  Маріямпольського повіту, Литва — 13 листопада 1985, місто Вільнюс, тепер Литва) — радянський литовський діяч, секретар ЦК КП(б) Литви, 1-й секретар Вільнюського міського комітету КП Литви, 1-й секретар ЦК ЛКСМ Литви. Депутат Верховної Ради Литовської РСР 2—3-го та 5—11-го скликань. Депутат Верховної Ради СРСР 1-го та 4-го скликань. Член ЦК КП Литви з лютого 1941 до січня 1976 року. Член Ревізійної комісії КП Литви з січня 1976 по листопад 1985 року. Член Бюро ЦК КП Литви з 11 червня 1950 по 16 лютого 1954 та з 15 лютого 1958 по 7 грудня 1962 року. Член Бюро ЦК КП Литви з промисловості з грудня 1962 по грудень 1964 року.

## Життєпис
Народився в малоземельній селянській родині Юргіоса Беляускас та Марцели Балтрушайтете-Бєляускене. У 1921—1925 роках навчався в початковій школі села Янкаї. Далі навчався самостійно: в 1933 році склав екстерном іспити за 7 та 8 класи гімназії, за винятком іноземної мови.
Феліксас займався сільським господарством на батьківському хуторі, будував у селах будинки, працював на лісових роботах. У 1932 році переїхав до Каунаса, де навчався столярної справи, працював у меблевій майстерні.
З жовтня 1932 по жовтень 1933 року належав до Товариства трудової молоді Литви в місті Каунасі, звідки був виключений як прихильник комуністів.
Член нелегальної Комуністичної партії Литви з грудня 1933 (за іншими даними — 1932) року. Поширював комуністичну пропагандистську літературу, вів агітаційну роботу серед робітників і селяни.
На початку 1934 року — один із організаторів робітничого страйку та демонстрації в Каунасі. У лютому 1934 року заарештований та засуджений на два місяці ув'язнення в Каунаській в'язниці. Весною 1934 року вийшов із в'язниці та очолив профспілкову секцію теслярів у Каунасі. У травні 1934 року, після заборони комуністичних профспілок, став одним із керівників прокомуністичного Товариства робітничої освіти Литви. З серпня 1934 року переховувався від литовської влади.
16 вересня 1934 року перейшов литовсько-латвійський кордон в Зарасайському повіті, пішки дістався латвійсько-радянського кордону через місто Даугавпілс і 20 вересня 1934 року перебрався до СРСР, де з жовтня 1934 до червня 1935 року навчався в Міжнародній ленінській школі в Москві та співпрацював із радянськими спецслужбами.
Влітку 1935 року повернувся до Литви, призначений секретарем Каунаського окружного комітету Комуністичної партії Литви із роботи на селі. Був одним із організаторів страйку сувальських селян та редактором нелегальної комсомольської газети «Darbininkai ir vlastiečių jaunimas». 5 грудня 1935 року заарештований у місті Каунасі, а 3 вересня 1936 року засуджений до восьмирічного ув'язнення. З 1937 до червня 1940 року відбував покарання у в'язниці міста Шяуляй, де редагував рукописний журнал політичних в’язнів «Колективістас» та писав для нього статті. Після окупації Литви радянськими військами в червні 1940 року вийшов із в'язниці.
У 1940—1942 роках — 1-й секретар ЦК ЛКСМ Литви.
У 1942—1943 роках — начальник політичного відділу 16-ї Литовської стрілецької дивізії РСЧА. З липня 1943 по квітень 1944 року навчався на курсах удосконалення офіцерського складу в Московській області.
З квітня до вересня 1944 року — 1-й секретар ЦК ЛКСМ Литви.
У вересні 1944—1945 роках — заступник командира із політичної частини та начальник політичного відділу 50-ї Литовської запасної стрілецької дивізії.
У 1945—1946 роках — секретар Каунаського міського комітету КП(б) Литви із пропаганди та агітації.
У квітні 1946 — червні 1950 роках — 2-й секретар Вільнюського міського комітету КП(б) Литви.
У червні 1950 — листопаді 1951 року — 1-й секретар Вільнюського міського комітету КП(б) Литви.
Одночасно 26 квітня 1951 — 16 березня 1955 року — голова Верховної Ради Литовської РСР.
17 листопада 1951 — 19 лютого 1952 року — секретар ЦК КП(б) Литви з фінансово-торговельних питань.
13 вересня 1952 — травень 1953 року — 1-й секретар Вільнюського обласного комітету КП Литви.
13 червня 1953 — червень 1954 року — завідувач відділу партійних, профспілкових і комсомольських органів ЦК КП Литви.
У 1954 році — 1-й заступник голови Ради міністрів Литовської РСР.
У вересні 1954 — серпні 1957 року — слухач Вищої партійної школи (ВПШ) при ЦК КПРС у Москві. Після закінчення ВПШ кілька місяців перебував у резерві відділу кадрів ЦК КП Литви.
22 січня 1958 — 4 грудня 1963 року — 1-й секретар Вільнюського міського комітету КП Литви.
У липні 1964 — 1973 року — голова Комітету з друку при Раді міністрів Литовської РСР.
У 1973—1985 роках — начальник Головного архівного управління Ради міністрів Литовської РСР.
У 1985 році — персональний пенсіонер.
Помер 13 листопада 1985 року в місті Вільнюсі.

## Звання
- полковник

## Нагороди
- орден Леніна
- орден Вітчизняної війни II ст.
- чотири ордени Трудового Червоного Прапора (1958)
- медалі
- Заслужений діяч культури Литовської РСР (1964)